# アメリカ陸軍の編成
歴史的なものも含めたアメリカ陸軍の編成を示す。現役部隊、予備役部隊、州兵部隊として現存するものは太字で示す。

## 軍集団（Army group）
- 第1軍集団（英語版） - 第二次世界大戦時の欺瞞用・実体なし。
- 第6軍集団（英語版）
- 第12軍集団（英語版）
- 第15軍集団（英語版） - 米英合同。

## 軍（Field army）
- 第1連合空挺軍（英語版） - 米英合同。
- 第1軍 - 陸軍総軍に配備・予備部隊。
- 第2軍（英語版） - サイバー軍に配備。
- 第3軍 - アメリカ中央軍に配備。
- 第4軍（英語版）
- 第5軍 - 北方軍に配備。
- 第6軍 - 南方軍に配備。
- 第7軍 - 欧州軍に配備。
- 第8軍 - 在韓米軍に配備。
- 第9軍（英語版） - アフリカ軍に配備。
- 第10軍
- 第14軍（英語版） - 第二次世界大戦時の欺瞞用・実体なし。
- 第15軍（英語版）

## 軍団（Army corps）
空挺、機甲、歩兵はそれぞれ別に軍団化されている。ただし、空挺軍団の番号は、歩兵軍団の番号を継続して使用している。

### 空挺軍団
- 第18空挺軍団

### 機甲軍団
- 第1機甲軍団（英語版） - 第7軍の前身。
- 第2機甲軍団 - 第18空挺軍団の前身。
- 第3機甲軍団 - 第3軍団の前身。
- 第4機甲軍団

### （歩兵）軍団
- 第1軍団
- 第2軍団（英語版）
- 第3軍団（英語版）
- 第4軍団（英語版）
- 第5軍団
- 第6軍団（英語版）
- 第7軍団

- 第8軍団（英語版）
- 第9軍団（英語版）
- 第10軍団（英語版）
- 第11軍団（英語版）
- 第12軍団（英語版）
- 第13軍団（英語版）
- 第14軍団（英語版）

- 第15軍団（英語版）
- 第16軍団（英語版）
- 第17軍団
- 第19軍団（英語版）
- 第20軍団（英語版）
- 第21軍団（英語版）
- 第22軍団（英語版）

- 第23軍団（英語版）
- 第24軍団（英語版）
- 第36軍団（1944-1945）
- 第37軍団（英語版）

## 師団（Army division）

### 空中強襲師団
- 第11空中強襲師団（1963–1965）

### 空挺師団
- 第6空挺師団（英語版） - 第二次世界大戦時の欺瞞用・実体なし。
- 第9空挺師団（英語版） - 第二次世界大戦時の欺瞞用・実体なし。
- 第11空挺師団
- 第13空挺師団（英語版）
- 第15空挺師団 - 予定のみ。編成されず。
- 第17空挺師団（英語版）

- 第18空挺師団 - 第二次世界大戦時の欺瞞用・実体なし。
- 第21空挺師団（英語版） - 第二次世界大戦時の欺瞞用・実体なし。
- 第80空挺師団（英語版） （1946-1952）
- 第82空挺師団
- 第84空挺師団（英語版） （1946-1952）
- 第100空挺師団（英語版） （1946-1952）

- 第101空挺師団
- 第108空挺師団（英語版） （1946-1952）
- 第135空挺師団 - 第二次世界大戦時の欺瞞用・実体なし。

### 機甲師団
- 第1機甲師団
- 第2機甲師団（英語版）
- 第3機甲師団（英語版）
- 第4機甲師団（英語版）
- 第5機甲師団（英語版）
- 第6機甲師団（英語版）
- 第7機甲師団（英語版）
- 第8機甲師団（英語版）
- 第9機甲師団（英語版）
- 第10機甲師団（英語版）

- 第11機甲師団（英語版）
- 第12機甲師団
- 第13機甲師団（英語版）
- 第14機甲師団（英語版）
- 第15機甲師団 - 第二次世界大戦時の欺瞞用・実体なし。
- 第16機甲師団（英語版）
- 第18機甲師団 - 予定のみ。編成されず。
- 第19機甲師団 - 予定のみ。編成されず。
- 第20機甲師団（英語版）
- 第21機甲師団 - 予定のみ。編成されず。

- 第22機甲師団 - 予定のみ。編成されず。
- 第25機甲師団 - 第二次世界大戦時の欺瞞用・実体なし。
- 第27機甲師団（英語版）（1954–67）
- 第30機甲師団
- 第39機甲師団 - 第二次世界大戦時の欺瞞用・実体なし。
- 第40機甲師団
- 第48機甲師団（英語版） - 1967年以降ジョージア陸軍州兵（英語版）所属。
- 第49機甲師団（英語版）
- 第50機甲師団（英語版）

### 騎兵師団
- 騎兵師団 - 1913年に設置されたが、実体は無かった。
- 第1騎兵師団
- 第2騎兵師団（英語版）
- 第3騎兵師団（英語版）
- 第15騎兵師団（英語版） - 第1騎兵師団の前身。

- 第21騎兵師団（英語版）
- 第22騎兵師団（英語版）
- 第23騎兵師団（英語版）
- 第24騎兵師団（英語版）
- 第61騎兵師団（英語版）

- 第62騎兵師団（英語版）
- 第63騎兵師団（英語版）
- 第64騎兵師団（英語版）
- 第65騎兵師団（英語版）
- 第66騎兵師団（英語版）

### 歩兵師団
- 第1歩兵師団
- 第2歩兵師団
- 第3歩兵師団
- 第4歩兵師団
- 第5歩兵師団（英語版）
- 第6歩兵師団（英語版）
- 第7歩兵師団
- 第8歩兵師団（英語版）
- 第9歩兵師団（英語版）
- 第10師団（英語版） - 第一次世界大戦中のみ。
- 第11師団 - 第一次世界大戦中のみ。
- 第12師団（英語版） - 第一次世界大戦中のみ。
- 第12歩兵師団（英語版） - フィリピン師団。
- 第13師団（英語版） - 第一次世界大戦中のみ。
- 第14師団 - 第一次世界大戦中のみ。
- 第14歩兵師団 - 第二次世界大戦時の欺瞞用・実体なし。
- 第15師団 - 第一次世界大戦中のみ。
- 第16師団（英語版） - 第一次世界大戦中のみ。
- 第17師団（英語版） - 第一次世界大戦中のみ。
- 第18師団（英語版） - 第一次世界大戦中のみ。
- 第19師団（英語版） - 第一次世界大戦中のみ。
- 第19歩兵師団 - 第二次世界大戦時の欺瞞用・実体なし。
- 第20師団（英語版） - 第一次世界大戦中のみ。
- 第22歩兵師団  - 第二次世界大戦時の欺瞞用・実体なし。
- 第23歩兵師団
- 第24歩兵師団
- 第25歩兵師団
- 第26歩兵師団（英語版）
- 第27歩兵師団（英語版）
- 第28歩兵師団（英語版）
- 第29歩兵師団（英語版）
- 第30歩兵師団（英語版）
- 第31歩兵師団（英語版）
- 第32歩兵師団
- 第33歩兵師団（英語版）
- 第34歩兵師団（英語版）
- 第35歩兵師団（英語版）
- 第36歩兵師団（英語版）

- 第37歩兵師団（英語版）
- 第38歩兵師団（英語版）
- 第39歩兵師団（英語版）
- 第40歩兵師団（英語版）
- 第41歩兵師団（英語版）
- 第42歩兵師団（英語版）
- 第43歩兵師団（英語版）
- 第44歩兵師団（英語版）
- 第45歩兵師団（英語版）
- 第46歩兵師団（英語版） - 第二次世界大戦時の欺瞞用・実体なし。戦後、同名師団が州兵部隊として設置された。
- 第47歩兵師団（英語版）
- 第48歩兵師団（英語版） - 第二次世界大戦時の欺瞞用・実体なし。戦後、同名師団が州兵部隊として設置された。
- 第49歩兵師団（英語版）
- 第50歩兵師団 - 第二次世界大戦時の欺瞞用・実体なし。
- 第51歩兵師団（英語版）
- 第52歩兵師団（英語版）
- 第55歩兵師団（英語版） - 第二次世界大戦時の欺瞞用・実体なし。
- 第59歩兵師団（英語版） - 第二次世界大戦時の欺瞞用・実体なし。
- 第61歩兵師団 - 予定のみ。編成されず。
- 第62歩兵師団 - 予定のみ。編成されず。
- 第63歩兵師団（英語版）
- 第65歩兵師団（英語版）
- 第66歩兵師団（英語版）
- 第67歩兵師団 - 予定のみ。編成されず。
- 第68歩兵師団 - 予定のみ。編成されず。
- 第69歩兵師団（英語版）
- 第70歩兵師団（英語版）
- 第71歩兵師団（英語版）
- 第72歩兵師団 - 予定のみ。編成されず。
- 第73歩兵師団 - 予定のみ。編成されず。
- 第74歩兵師団 - 予定のみ。編成されず。
- 第75歩兵師団（英語版）
- 第76歩兵師団（英語版）
- 第77歩兵師団（英語版）
- 第78歩兵師団（英語版）
- 第79歩兵師団（英語版）

- 第80歩兵師団（英語版）
- 第81歩兵師団（英語版）
- 第82歩兵師団
- 第83歩兵師団（英語版）
- 第84歩兵師団（英語版）
- 第85歩兵師団（英語版）
- 第86歩兵師団（英語版）
- 第87歩兵師団（英語版）
- 第88歩兵師団（英語版）
- 第89歩兵師団（英語版）
- 第90歩兵師団（英語版）
- 第91歩兵師団（英語版）
- 第92歩兵師団
- 第93歩兵師団
- 第94歩兵師団（英語版）
- 第95歩兵師団（英語版）
- 第96歩兵師団（英語版）
- 第97歩兵師団（英語版）
- 第98歩兵師団（英語版）
- 第99歩兵師団（英語版）
- 第100歩兵師団（英語版）
- 第101師団
- 第102歩兵師団（英語版）
- 第103歩兵師団（英語版）
- 第104歩兵師団（英語版）
- 第105歩兵師団 - 予定のみ。編成されず。
- 第106歩兵師団
- 第107歩兵師団 - 予定のみ。編成されず。
- 第108歩兵師団（英語版） - 第二次世界大戦時の欺瞞用・実体なし。戦後、同名師団が第108空挺師団を改組する形で設置された。
- 第109歩兵師団 - 第二次世界大戦時の欺瞞用・実体なし。
- 第112歩兵師団 - 第二次世界大戦時の欺瞞用・実体なし。
- 第119歩兵師団 - 第二次世界大戦時の欺瞞用・実体なし。
- 第125歩兵師団 - 第二次世界大戦時の欺瞞用・実体なし。
- 第130歩兵師団 - 第二次世界大戦時の欺瞞用・実体なし。
- 第141歩兵師団 - 第二次世界大戦時の欺瞞用・実体なし。
- 第157歩兵師団 - 第二次世界大戦時の欺瞞用・実体なし。

- アメリカ師団
- ハワイ師団（英語版）
- 機動師団
- パナマ運河師団（英語版）
- フィリピン師団（英語版）

### 山岳師団
- 第10山岳師団

## 現代のアメリカ陸軍現役部隊
アメリカ陸軍現役は12個師団及び数個の独立旅団、部隊からなる。各師団は旅団戦闘団2から4個、戦闘航空旅団1個、火力旅団または師団砲兵隊1個からなる。師団に付与される任務に応じてさらに部隊が配属される。
- 第1機甲師団　(テキサス州　Fort Bliss　駐屯)

2個機甲旅団戦闘団、1個ストライカー旅団戦闘団
- 第1騎兵師団　(テキサス州　Fort Hood　駐屯)

3個機甲旅団戦闘団
- 第1歩兵師団　(カンザス州　Fort Riley　駐屯)

2個機甲旅団戦闘団
- 第2歩兵師団　(韓国　Camp Red Cloud　駐屯)

固有の旅団戦闘団を持たずローテーションにて1個機甲旅団戦闘団が韓国 Camp Caseyに駐屯。
- 第3歩兵師団　(ジョージア州　Fort Stewart　駐屯)

1個機甲旅団戦闘団および1個歩兵旅団戦闘団。
- 第4歩兵師団　(テキサス州　Fort Hood　駐屯)

1個機甲旅団戦闘団、1個ストライカー旅団戦闘団、1個歩兵旅団戦闘団。
- 第7歩兵師団　（ワシントン州 Fort Lewis　駐屯）

例外的に第2師団の2個ストライカー旅団戦闘団（ワシントン州 Fort Lewisに駐屯）を傘下とする師団である。
- 第10山岳師団　(ニューヨーク州　Fort Drum 駐屯)

2個歩兵旅団戦闘団がFort Drumに、1個歩兵旅団戦闘団がルイジアナ州Fort Polkに駐屯。
- 第11空挺師団　(アラスカ州　Joint Base Elmendorf–Richardson 駐屯)

1個空挺旅団戦闘団、1個歩兵旅団戦闘団、1個師団砲兵隊、1個戦闘航空旅団、1個維持旅団
- 第25歩兵師団　(ハワイ州　Schofield Barracks　駐屯)

1個歩兵旅団戦闘団と1個ストライカー旅団戦闘団がSchofield Barracksに、1個ストライカー旅団戦闘団がアラスカ州Fort Wainwrightに、1個歩兵旅団戦闘団(空挺)がアラスカ州Fort Richardsonに駐屯。
- 第82空挺師団　(ノースカロライナ州　Fort Bragg　駐屯)

3個歩兵旅団戦闘団(空挺)
- 第101空挺師団(空中強襲)　(ケンタッキー州　Fort Campbell 駐屯)

3個歩兵旅団戦闘団(空中強襲)
- 第173空挺旅団　(イタリア　Vivenza　駐屯)

- 第2騎兵連隊 (ストライカー旅団戦闘団と同一の装備、編制)　(ドイツ　Vilseck　駐屯)

- 第3騎兵連隊　(ストライカー旅団戦闘団と同一の装備、編制)　(テキサス州　Fort Hood 駐屯)

- 第11機甲騎兵連隊　(カリフォルニア州　Fort Irwin　駐屯)

NTC(the National Training Center)にて対抗部隊（OPFOR)、つまり教官および統制官部隊を務める。
- 第75レンジャー連隊　(ジョージア州　Fort Benning　駐屯)

- 第160特殊作戦航空連隊　(ケンタッキー州　Fort Campbell 駐屯)